# Olympus OM

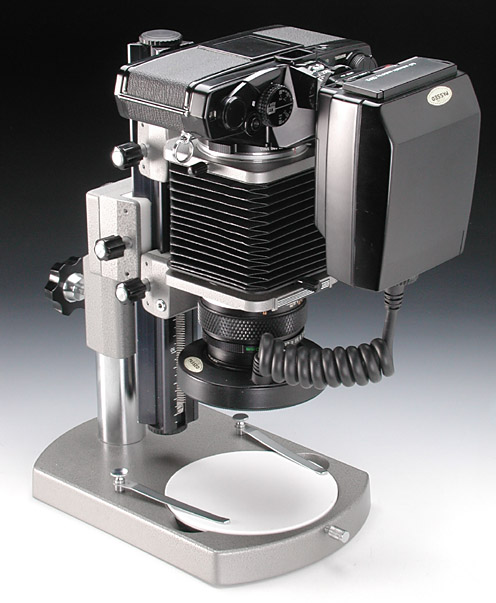
Olympus OM-configuratie met macrostatief, "T-1"-flitscontrole-eenheid, automatische balg en ringflitser

De Olympus OM-serie is een uitgebreid assortiment van analoge spiegelreflexsysteem- en budgetcamera's, met bijbehorende objectieven en accessoires en werd dertig jaar lang geproduceerd door Olympus Corporation, van 1972 tot en met 2002.

## Inleiding
Olympus-ontwerper Yoshihisa Maitani (1933 - 2009) had zich er indertijd over verbaasd dat compactheid van producten, zowel binnen de industrie als bij het grote publiek, niet gezien werd als meerwaarde. Groot en zwaar was synoniem voor degelijk. Ondanks dit dogma werd het M(aitani)-1-project goedgekeurd, waarbij het doel was een zo compact en licht mogelijke systeemcamera te ontwikkelen met een hoger bedieningsgemak, zonder aan kwaliteit in te boeten. Maitani had 5 jaar gevraagd om het hele programma, bestaande uit tientallen objectieven, motordrives en flitsers te ontwerpen en te ontwikkelen.
Op 20 juli 1972 werd de M-1 geïntroduceerd in Japan en in september van dat jaar vond de introductie voor de rest van de wereld plaats tijdens de toonaangevende fotobeurs photokina in Duitsland. Medewerkers van Leitz kwamen naar de Olympus-stand en protesteerde tegen het gebruik van de letter M in de typeaanduiding. Sinds 1954 gebruikte Leitz de M voor haar complete serie meetzoekercamera's. Ter voorkoming van handelsmerkschending werd besloten de letter O (van Olympus) toe te voegen. De beslissing was binnen een uur genomen. De M-1 heette voortaan OM-1 en alle niet geassembleerde bovenplaten werden vernietigd. Slechts 5000 OM-1's zijn de markt ingegaan als M-1.
Het OM-programma was hiermee officieel van start gegaan.

## Overzicht
Onderstaande tabel geeft een overzicht van de door Olympus gehanteerde typeaanduidingen van OM-camera's welke binnen het OM-programma geproduceerd zijn en in welke periode. In diverse gevallen werd een afwijkende typeaanduiding gehanteerd voor de Amerikaanse markt.
| Europa + Azië    | Amerika      | Productieperiode | 71 | 72 | 73 | 74 | 75 | 76 | 77 | 78 | 79 | 80 | 81 | 82 | 83 | 84 | 85 | 86 | 87 | 88 | 89 | 90 | 91 | 92 | 93 | 94 | 95 | 96 | 97 | 98 | 99 | 00 | 01 | 02 | 03 |
| ---------------- | ------------ | ---------------- | -- | -- | -- | -- | -- | -- | -- | -- | -- | -- | -- | -- | -- | -- | -- | -- | -- | -- | -- | -- | -- | -- | -- | -- | -- | -- | -- | -- | -- | -- | -- | -- | -- |
| M-1              | M-1          | 1972             |    | X  |    |    |    |    |    |    |    |    |    |    |    |    |    |    |    |    |    |    |    |    |    |    |    |    |    |    |    |    |    |    |    |
| OM-1 (no MD)     | OM-1 (no MD) | 1973             |    |    | X  |    |    |    |    |    |    |    |    |    |    |    |    |    |    |    |    |    |    |    |    |    |    |    |    |    |    |    |    |    |    |
| OM-1             | OM-1         | 1974-1979        |    |    |    | X  | X  | X  | X  | X  | X  |    |    |    |    |    |    |    |    |    |    |    |    |    |    |    |    |    |    |    |    |    |    |    |    |
| OM-2             | OM-2         | 1975-1979        |    |    |    |    | X  | X  | X  | X  | X  |    |    |    |    |    |    |    |    |    |    |    |    |    |    |    |    |    |    |    |    |    |    |    |    |
| OM-10            | OM-10        | 1979-1987        |    |    |    |    |    |    |    |    | X  | X  | X  | X  | X  | X  | X  | X  | X  |    |    |    |    |    |    |    |    |    |    |    |    |    |    |    |    |
| OM-1N            | OM-1N        | 1979-1987        |    |    |    |    |    |    |    |    | X  | X  | X  | X  | X  | X  | X  | X  | X  |    |    |    |    |    |    |    |    |    |    |    |    |    |    |    |    |
| OM-2N            | OM-2N        | 1979-1984        |    |    |    |    |    |    |    |    | X  | X  | X  | X  | X  | X  |    |    |    |    |    |    |    |    |    |    |    |    |    |    |    |    |    |    |    |
| OM-10 Quartz     | OM-10 QD     | 1980-1987        |    |    |    |    |    |    |    |    |    | X  | X  | X  | X  | X  | X  | X  | X  |    |    |    |    |    |    |    |    |    |    |    |    |    |    |    |    |
| OM-20            | OM-G         | 1982-1987        |    |    |    |    |    |    |    |    |    |    |    | X  | X  | X  | X  | X  | X  |    |    |    |    |    |    |    |    |    |    |    |    |    |    |    |    |
| OM-30            | OM-F         | 1982-1987        |    |    |    |    |    |    |    |    |    |    |    | X  | X  | X  | X  | X  | X  |    |    |    |    |    |    |    |    |    |    |    |    |    |    |    |    |
| OM-4             | OM-4         | 1983-1986        |    |    |    |    |    |    |    |    |    |    |    |    | X  | X  | X  | X  |    |    |    |    |    |    |    |    |    |    |    |    |    |    |    |    |    |
| OM-3             | OM-3         | 1984-1986        |    |    |    |    |    |    |    |    |    |    |    |    |    | X  | X  | X  |    |    |    |    |    |    |    |    |    |    |    |    |    |    |    |    |    |
| OM-2Spot/Program | OM-2SProgram | 1984-1988        |    |    |    |    |    |    |    |    |    |    |    |    |    | X  | X  | X  | X  | X  |    |    |    |    |    |    |    |    |    |    |    |    |    |    |    |
| OM-40            | OM-PC        | 1985-1987        |    |    |    |    |    |    |    |    |    |    |    |    |    |    | X  | X  | X  |    |    |    |    |    |    |    |    |    |    |    |    |    |    |    |    |
| OM-7071          | OM-77AF1     | 1986-1991        |    |    |    |    |    |    |    |    |    |    |    |    |    |    |    | X  | X  | X  | X  | X  | X  |    |    |    |    |    |    |    |    |    |    |    |    |
| OM-4Ti           | OM-4T        | 1986-2002        |    |    |    |    |    |    |    |    |    |    |    |    |    |    |    | X  | X  | X  | X  | X  | X  | X  | X  | X  | X  | X  | X  | X  | X  | X  | X  | X  |    |
| OM-1011          | OM-881       | 1988-1991        |    |    |    |    |    |    |    |    |    |    |    |    |    |    |    |    |    | X  | X  | X  | X  |    |    |    |    |    |    |    |    |    |    |    |    |
| OM-3Ti           | OM-3T        | 1995-2002        |    |    |    |    |    |    |    |    |    |    |    |    |    |    |    |    |    |    |    |    |    |    |    |    | X  | X  | X  | X  | X  | X  | X  | X  |    |
| OM-20001         | OM-20001     | 1998-2002        |    |    |    |    |    |    |    |    |    |    |    |    |    |    |    |    |    |    |    |    |    |    |    |    |    |    |    | X  | X  | X  | X  | X  |    |

Overzicht van de door Olympus uitgebrachte analoge kleinbeeldspiegelreflexcamera's vanaf 1972, over een periode van 30 jaar.
1 Cosina OEM (Deze camera's herbergen geen enkele OM technologie, dan behalve de OM objectiefvatting.)

## OM-1

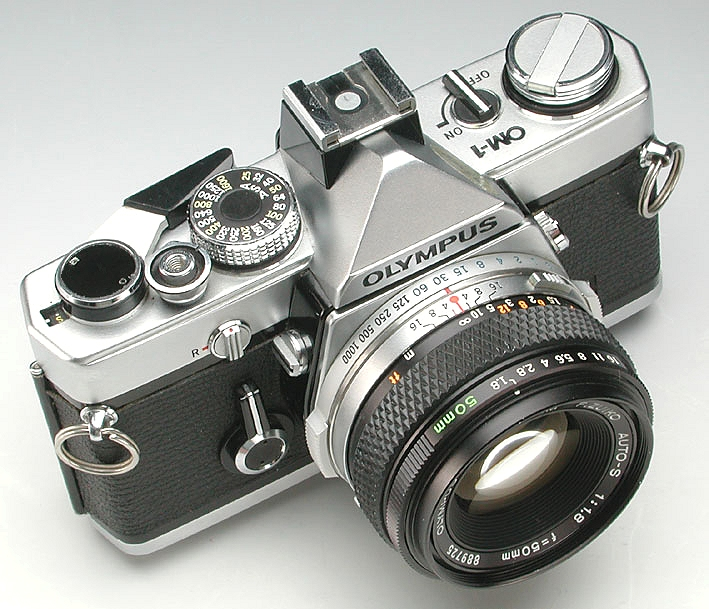
OM-1 MD Chrome

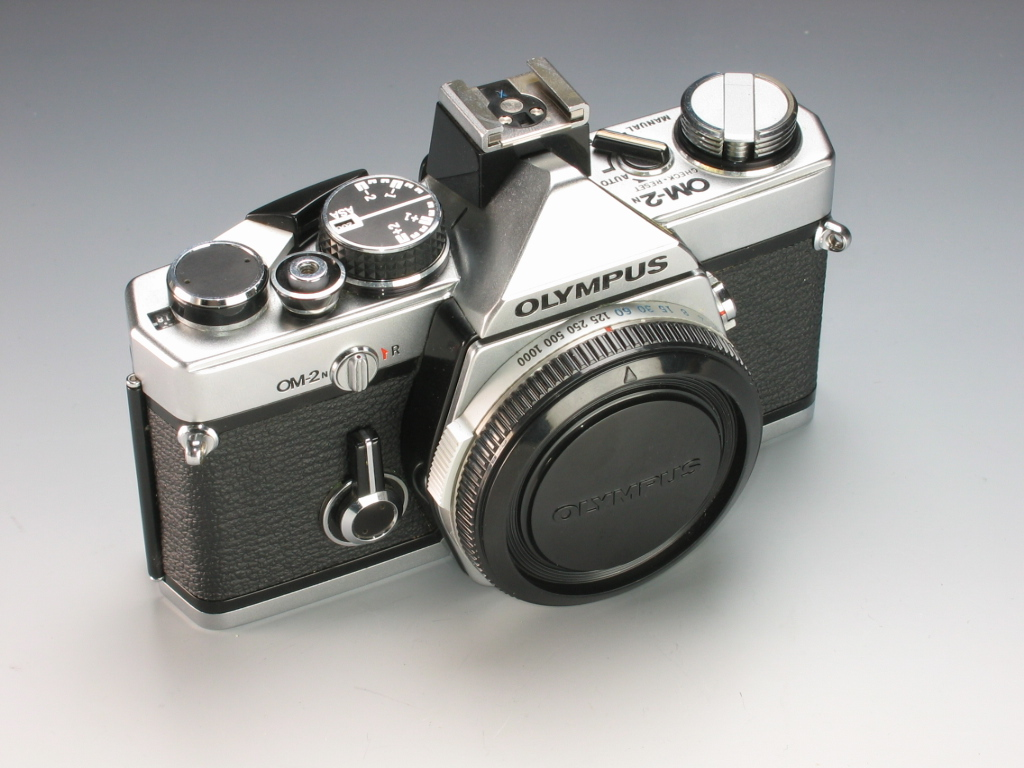
OM-2

De OM-1 was een handbediende mechanische spiegelreflexcamera met verwisselbare optiek en ingebouwde lichtmeter. De beschikbare sluitertijden liepen van van 1-1/1000ste sec. De grootste verdiensten waren de compactheid, het geringe gewicht (500 g.) en de zeer geslaagde demping van het ontspanproces (spiegelopvang en sluitergeruis).
In 1974 werd de camera geschikt gemaakt voor toepassing van een motordrive en kreeg de toevoeging MD op de voorzijde. Marketingtechnisch bleef de typeaanduiding OM-1 gehandhaafd, maar in de vakliteratuur werd vaak gesproken over de OM-1 MD om het onderscheid te maken.

## OM-1Nen OM-2(N)
Een jaar later (1975) kreeg de OM-1 gezelschap van een halfautomaat, de OM-2. Beide modellen bleven vanaf dat tijdstip 5 jaar lang ongewijzigd in productie. In 1979 werd een aantal kleine verbeteringen doorgevoerd onder de typeaanduidingen: OM-1N en OM-2N.

## Objectieven en accessoires
Dat hier sprake was van een systeemcamera was inmiddels evident gezien het groot aantal accessoires dat rond de OM-camera's had ontwikkeld. De objectieven dragen de merknaam Zuiko (spreek uit als: "zwiekoo") welke afgeleid is van Chinese karakters voor de oorspronkelijke bedrijfsnaam Takachiho, samen met de naam van het Mizuho Optical Research Center.
Zuiko OM objectieven waren er van 8mm fish-eye t/m 1000mm super-tele. Veel vaste brandpunt objectieven waren verkrijgbaar in meerdere lichtsterkten. Er waren ook zoomlenzen in diverse ranges, waarvan sommige over het hele zoombereik de classificatie uitmuntend meekrijgen. Een aantal bijzondere objectieven uit van het assortiment zijn: de 24 en 35mm shiftobjectieven, het zeer compacte 500mm spiegelobjectief, de vertekeningsvrije Zuiko 18mm f3,5 super groothoeklens en de vrij laat geïntroduceerde Zuiko Macro 90mm f2.
Naast de 70 objectieven leverde Olympus nog 180 verschillende accessoires voor het OM systeem, zoals: flitsers, schoentjes & grepen, motordrives & winders, tussenringen, balgen & teleconverters, speciale data-achterwanden tot bijzondere optiek aan toe als hoekzoekers en endoscopen.

## OM-10

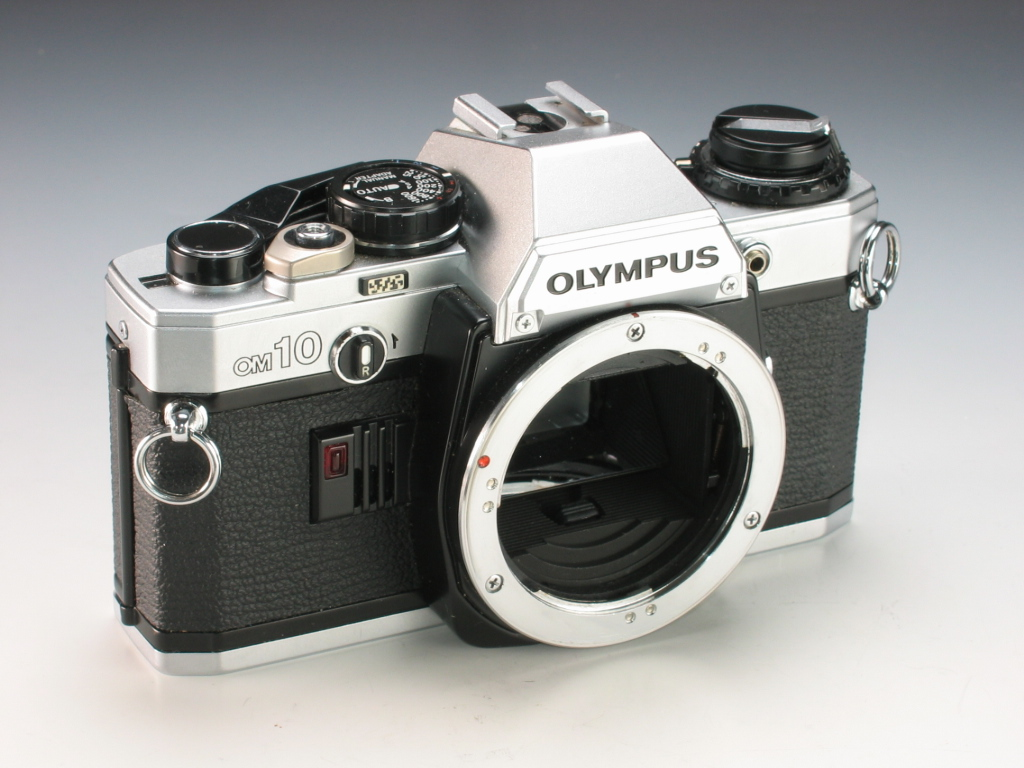
OM-10

Gelijk in dat jaar ('79) kwam Olympus met de OM-10 als budget-spiegelreflex op de markt, die wel de "TTL Direct OTF" OM-technologie bezat maar verder gezien mag worden als een sterk vereenvoudigde OM-2 en waarmee Olympus mikte op een groter publiek.
Olympus zou vanaf 1979 twee lijnen OM-reflexen voeren: de OM-"1 digit" professionele groep en de voordelige OM-"2-digit" budget groep.
OM-10 bezitters die toch de beschikking wilden hebben over een handmatige instelling moesten een losse "manual adapter" aanschaffen. Deze werd aangesloten op de "contra-jack" rechts naast het prismahuis aan de voorzijde van de camera. Het idee achter deze losse adapter was, dat de gebruiker stapsgewijs de moeilijkheidsgraad kon opvoeren. Dit concept is nooit helemaal goed uit de verf gekomen en om meer competitief te zijn besloot Olympus in 1980 voor de Amerikaanse markt de OM-10 FC uit te brengen, waar de Manual Adapter reeds bij zat. Toen Olympus zijdelings bemerkte dat deze afwijkende typeaanduiding de grijze import aan banden legde, werd vanaf dat moment besloten verschillende typeaanduidingen te gebruiken voor de Amerikaanse t.o.v. de Europees/Aziatische markt.

## OM-20 en OM-30

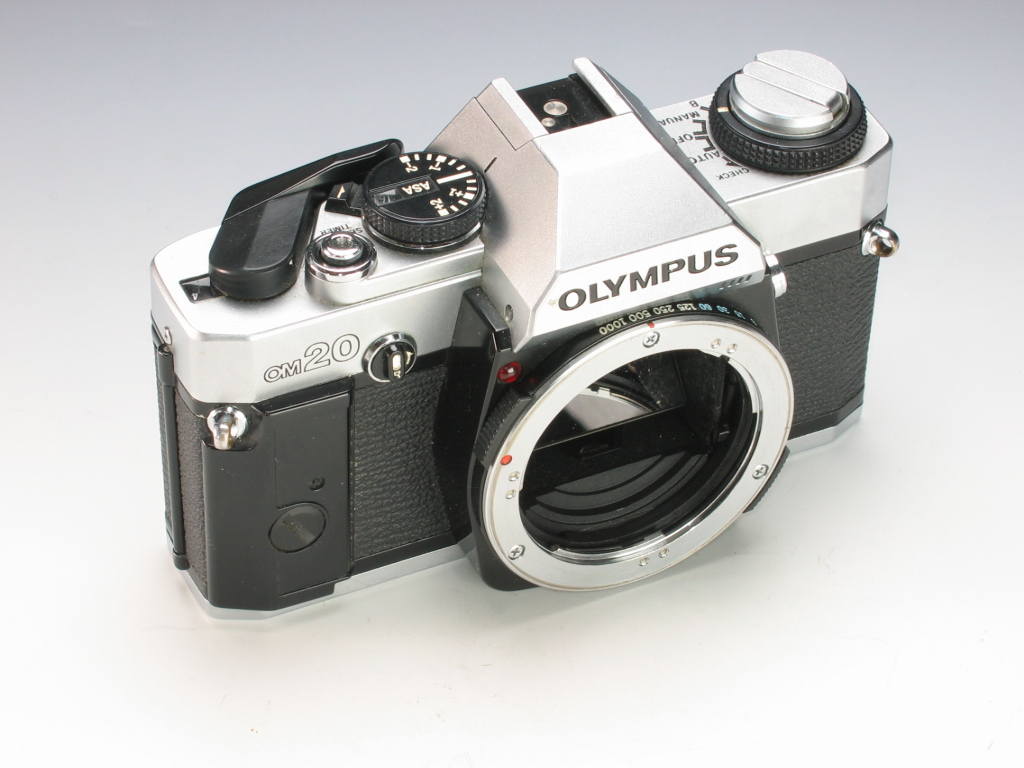
OM-20

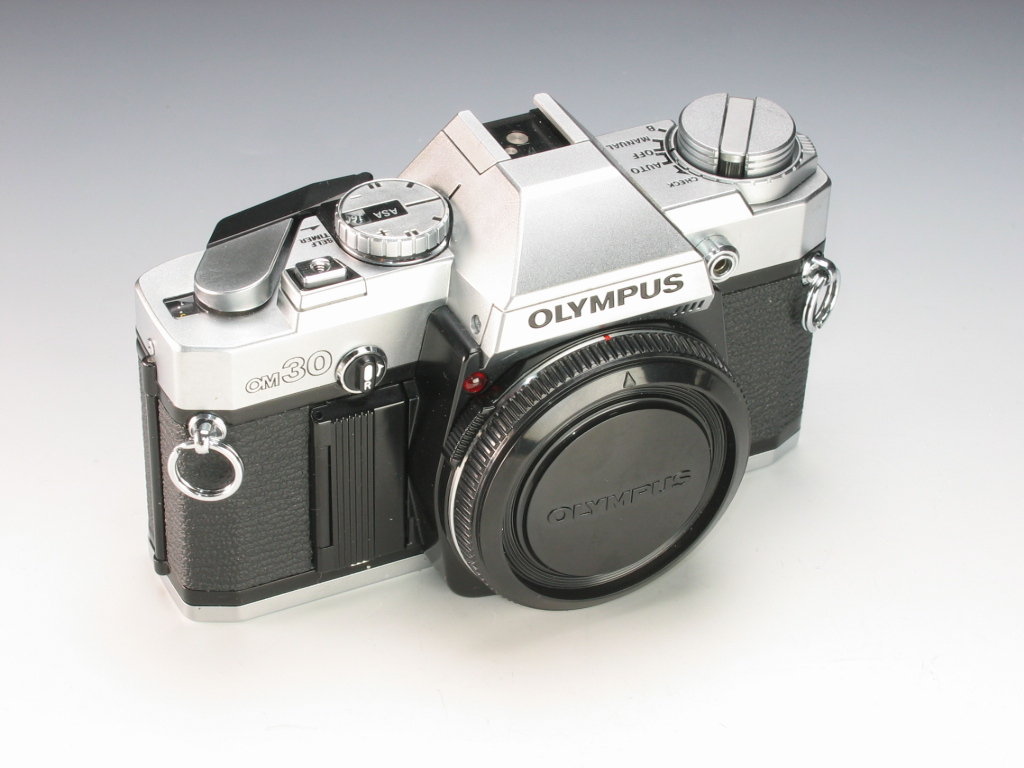
OM-30

In 1982 voegt Olympus twee consumentencamera's toe aan het assortiment: de OM-20 en de OM-30. De OM-20 heeft (in tegenstelling tot de OM-10) een ingebouwde manueel stand en biedt hiervoor dezelfde sluitertijdenring rond de bajonetvatting als de professionele modellen. In Amerika wordt de OM-20 op de markt gezet als OM-G.
De OM-30 is een geval apart wat alles te maken heeft met het bijzondere standpunt dat Olympus destijds innam ten aanzien van het opkomende fenomeen autofocus. Olympus besloot bij de OM-30 te kiezen voor een vorm van elektronische assistentie bij het handmatig scherpstellen. Dit geschiedde via een "in focus" indicator in de zoeker.
Een bijzonderheid van de OM-30 was dat via een eenvoudig kabeltje (het "In-focus Trigger Cord") tussen de camera en de winder c.q. motordrive, de camera automatisch kon ontspannen zodra een bewegend onderwerp zichzelf "in focus" plaatste. Olympus bracht ten behoeve van de OM-30 in eerste instantie slechts één autofocus zoom-objectief uit.

## OM-10 Quartz
Ook de OM-10 kreeg dat jaar een broertje met een vaste data-achterwand. Deze camera kreeg de typeaanduiding: OM-10 Quartz (OM-10 QD voor de Amerikaanse markt)

## OM-4
Eind 1983 komt voor het eerst met een nieuw nummer in de professionele reeks en zet naast OM-1N en OM-2N de OM-4 in de markt. De OM-4 was voorzien van een halfdoorlatende spiegel met daarachter nog een kleine hulpspiegel die het licht uit het centrum naar een aparte sensor leidde ten behoeve van de spotmeting.
Helaas leed de OM-4 aan een zeer hoog batterijverbruik en vertoonde zelfs in de stand "off", toch nog een geringe stroomconsumptie. Hierdoor kon de bezitter nooit klakkeloos uitgaan van een schietklare camera. Dit probleem zou een jaar later ook geërfd worden door de OM-2Spot/Program en de OM-3.
Toch was de OM-4 een zeer robuuste en innovatieve camera die (de hoge complexiteit in acht genomen) in navolging van de OM1(N) en -2(N) bijzonder goed gebouwd was.

## OM-2Spot/Programen OM-3

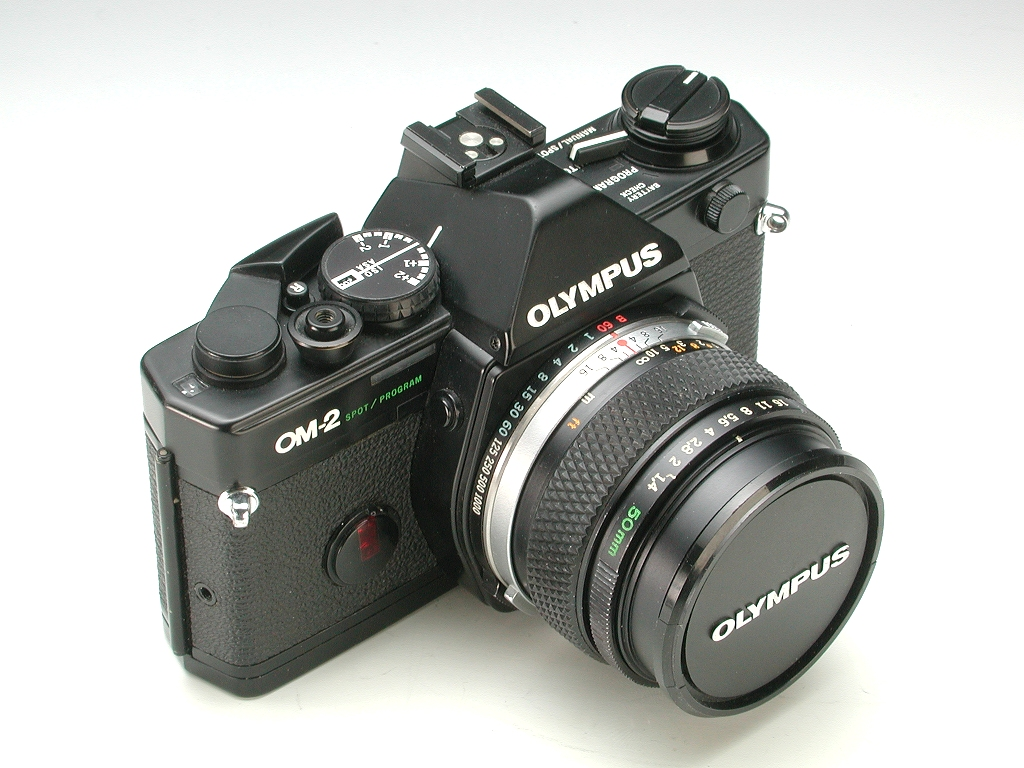
OM-2Spot/Program

In 1984 werd de OM-2N vervangen voor de OM-2Spot/Program welke op de Amerikaanse markt uitgebracht wordt als OM-2SProgram. De camera die doorgaans OM-2SP wordt genoemd (OM-2S in Amerika), is volautomatisch met de mogelijkheid van spotmeting welke afgeleid was van de OM-4. Deze nieuwe OM-2 vertoonde helaas dezelfde hoge energieconsumptie en was, ten behoeve van de eerder genoemde spotmeting ook voorzien van een tweede kleine hulpspiegel. Het inklappen van de spiegel-sandwich produceerde bij de OM-2SP meer geluid dan gebruikers van OM-reflexen gewend waren. Daarnaast werd de "Program"-mogelijkheid (wonderlijk genoeg) minder geapprecieerd door de bestaande OM aanhang. Het waren deze drie zaken (verder doorgevoerde automatiek, hoog energieverbruik en een rommelig ontspangeluid) die de camera minder gewild maakte. Het gevolg was dat de verkoopcijfers van de OM-2SP beduidend achterbleven op de voorgangers.
Tegelijk in dat jaar werd de OM-3 op de markt gezet. De OM-3 was de puur mechanische variant van de OM-4.

## OM-40

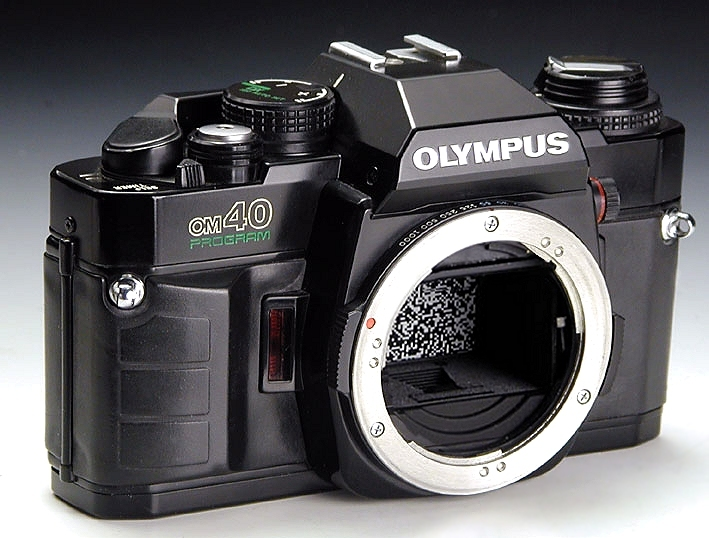
OM-40 met goed zichtbaar het willekeurig patroon op het eerste sluitergordijn ten behoeve van de TTL Direct OTF belichting

Toen Olympus in 1985 met de OM-40 op de markt kwam leek het erop dat Olympus voornemens was het fenomeen autofocus aan het OM-programma voorbij te laten gaan. De OM-40 ondersteunde als eerste budgetmodel ook flitsen op basis van TTL Direct OTF, maar was verder volledig verstoken van enige autofocus-technologie. De jaren daarna werd de nieuwe roadmap gaandeweg duidelijk, te beginnen met de OM-707, maar daarover verderop meer.
De OM-40 was wel de eerste budgetcamera uitgerust met een ESP (Electro-Selective Pattern) meting. Hierbij wordt gemeten of er grote verschillen zijn tussen de belichting van het centrum t.o.v. de rand, en wordt een correctie toegepast door meer gewicht op het centrum te leggen. Voor de gemiddelde "snapshot" pakt deze correctie doorgaans goed uit. Overigens is ESP wezenlijk iets anders dan spotmeting.

## OM-4Ti
In 1986 werd de productie van zowel de OM-3 als de OM-4 gestaakt en werden beide modellen gezamenlijk vervangen voor de OM-4Ti, met gewijzigde elektronica waardoor onder andere het probleem van het hoge energieverbruik werd opgelost.
Eind 1987 besloot Olympus uitsluitend verder te gaan met de overgebleven automatische telgen uit de professionele OM-lijn en werd de fabricage van alle 6 actieve modellen in de budgetlijn gestaakt. Almede ook de "good old" OM-1N, die hiermee 9 jaar lang in productie was geweest. Om toch naamsbekendheid te houden bij het grote publiek, én dit publiek ook van autofocus te bedienen, was inmiddels Cosina ingeschakeld. Cosina, van herkomst een merkonafhankelijke lenzenfabrikant zoals Sigma, Vivitar, Tokina, Tamron etc., was vanaf 1969 ook camera's gaan maken die voornamelijk onder andere merknamen op de markt werden gebracht. Cosina heeft camera's geproduceerd voor Canon, Miranda, Nikon, Pentax, Ricoh, Vivitar, Voigtlander, Yashica en dus ook voor Olympus. Cosina vervaardigde de modellen OM-707 en -101 welke in resp. 1986 en 1988 verschenen.
Olympus had geleerd hoe de professional tegenover te ver doorgevoerde automatiek stond, getuige de reactie op de volautomaat OM-2SP, welke een jaar later in 1988 ook van de markt werd gehaald.
Nu waren er alleen nog maar de OM-707 en de OM-101 vervaardigd door Cosina en nog één professioneel exemplaar de OM-4Ti.
De toevoeging Ti heeft de camera te danken aan de titanium behuizing (titanium is 6 keer zo sterk is als aluminium), waardoor de camera lichter en tevens sterker werd. Daar waar eenieder dacht dat de OM-4Ti een overblijfsel was, bleek de camera eerder een blijver en is uiteindelijk maar liefst 17 jaar lang ongewijzigd in productie geweest (van 1986 t/m 2002). Dit model werd en wordt unaniem geclassificeerd als een zeer robuuste en professionele systeemcamera die vanwege z'n hoge aanschafprijs zelden in de handen van een amateur-fotograaf wordt gezien.
In 1991 besloot Olympus ook te stoppen met de budget (Cosina) OM camera's.

## OM-3Ti

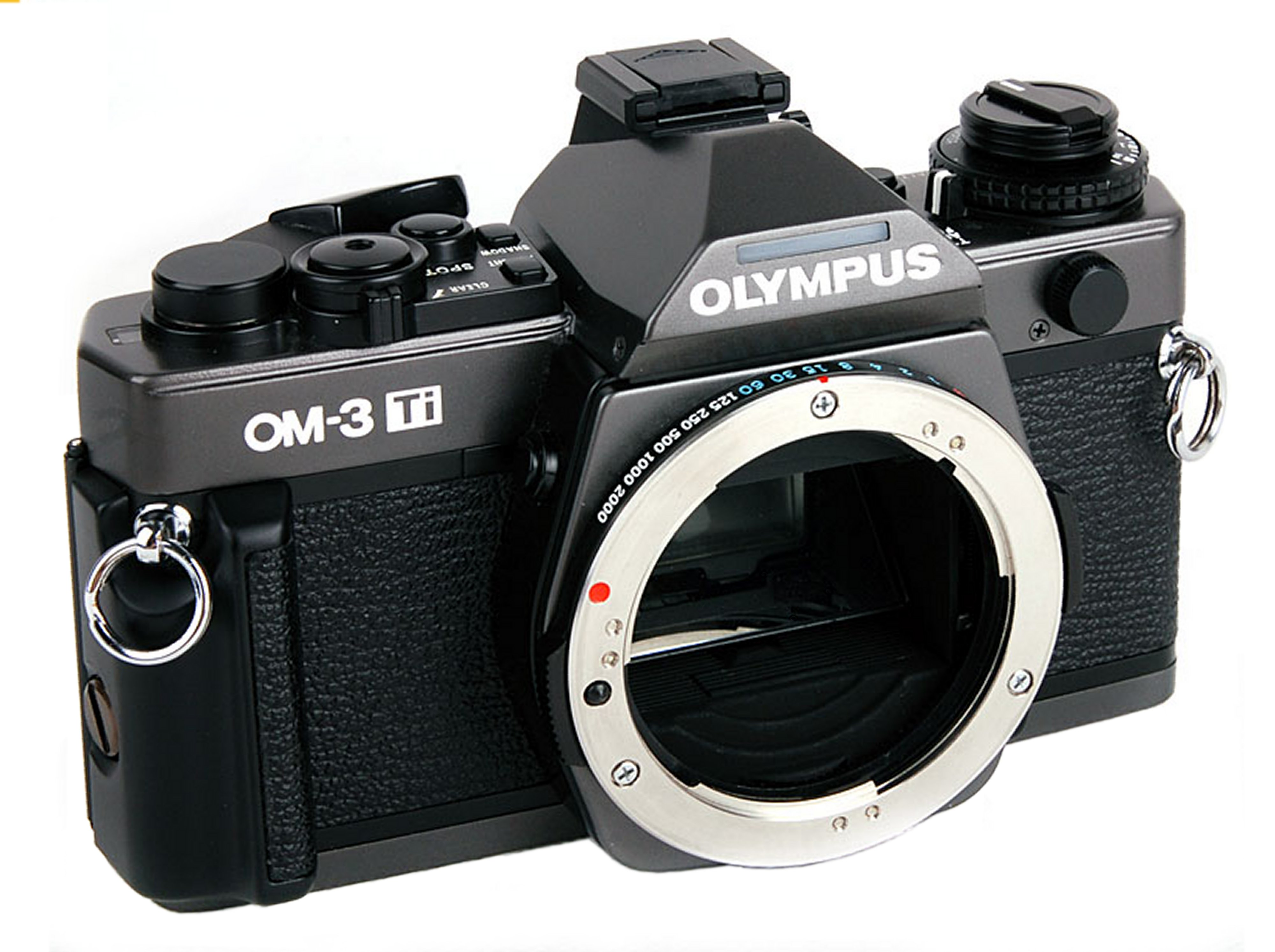
OM 3Ti Black

In 1995, één jaar voor het einde van de loopbaan van Mr. Maitani besloot Olympus toch nog één oud model nieuw leven in te blazen. Het was Olympus opgevallen dat er een levendige handel was ontstaan in tweedehands exemplaren van de puur mechanische OM-3. Men was bereid zelfs voor een behoorlijk gehavende OM-3 nog flink in de buidel te tasten en dat konden dus geen verzamelaars zijn. De tand des tijds leek geen vat te hebben op de OM-3 en het was gebleken dat deze camera door het onafhankelijk zijn van elektronica, tegen extreme omstandigheden was opgewassen. Zelfs bij uiterste hitte en koude bleef de camera zijn werk doen en bleek ook geen moeite te hebben met zeer intensief en zelfs grof gebruik. Achteraf bezien is de OM-3 een heavy duty machine gebleken. In 1995 kwam Olympus daarom met de vernieuwde OM-3Ti op de markt. Inmiddels heeft de OM-3Ti voor velen een cultstatus.
Los van het feit dat het hier om een camera gaat met puur mechanische spleetsluiter en titanium behuizing, liegen de mogelijkheden er niet om. Superieure prestaties ten aanzien van flitsfotografie in combinatie met de F280 flitser, zoals TTL-OTF en het "super FP" synchronisatiemechanisme dat (invul)flitsen mogelijk maakt op alle sluitertijden van 1 tot 1/2000ste seconde. Dit was de laatste wens van ontwerper Yoshihisa Maitani als toevoeging aan het legendarische OM-systeem waarmee hij de Olympus technici voor de laatste maal hoofdbrekens heeft bezorgd.
Vanaf 1995 had Olympus lange tijd nog maar twee cameratypen op de markt in dezelfde verhouding zoals het duo OM-1/OM-2, twintig jaar eerder, uit 1975. Met dat verschil dat beide nieuwe opvolgers, de OM-3Ti en -4Ti, niet voor de amateurfotograaf met de bescheiden beurs waren weggelegd.

## OM-2000
Kennelijk wilde Olympus niet het nieuwe millennium in zonder budget spiegelreflex en in 1998 verzorgde Cosina opnieuw de fabricage van een betaalbare OM-camera, de OM-2000. Deze camera echter herbergt in geen enkel opzicht enige relevante OM technologie, behalve dan de OM-objectiefvatting.

## Specificatieoverzicht
Onderstaande tabel geeft een overzicht van de specificaties van de professionele OM systeemcamera's.
| OM Model                 | 1(N)      | 2         | 2N         | 2SP       | 3         | 4          | 3Ti       | 4Ti        |
| ------------------------ | --------- | --------- | ---------- | --------- | --------- | ---------- | --------- | ---------- |
| Afmetingen (mm)          | 136×84×50 | 136×84×50 | 136×84×50  | 136×84×50 | 136×84×50 | 136×84×50  | 136×84×50 | 136×84×50  |
| Gewicht (g)              | 500       | 520       | 520        | 540       | 540       | 540        | 510       | 510        |
| Sluitertijden Manueel    | 1/1000~1  | 1/1000~1  | 1/1000~1   | 1/1000~1  | 1/2000~1  | 1/2000~1   | 1/2000~1  | 1/2000~1   |
| Sluitertijden Auto       | -         | 1/1000~60 | 1/1000~120 | 1/1000~60 | -         | 1/2000~120 | -         | 1/2000~120 |
| ISO (ASA) Range          | 25~1600   | 12~1600   | 12~1600    | 12~3200   | 6~3200    | 6~3200     | 6~3200    | 6~3200     |
| Matglasbegrenzing        | 97%       | 97%       | 97%        | 97%       | 97%       | 97%        | 97%       | 97%        |
| Afbeeldingsmaatstaf      | 0,92×     | 0,92×     | 0,92×      | 0,86×     | 0,84×     | 0,84×      | 0,84×     | 0,84×      |
| X-synchronisatie         | 1/60      | 1/60      | 1/60       | 1/60      | 1/60      | 1/60       | 1/60      | 1/60       |
| Mechanische camera       | ○         |           |            |           | ○         |            | ○         |            |
| Verwisselbaar Matglas    | ○         | ○         | ○          | ○         | ○         | ○          | ○         | ○          |
| Spiegelslot              | ○         |           |            | ○         |           | ○          |           | ○          |
| Spotmeting               |           |           |            | ○         | ○         | ○          | ○         | ○          |
| Belichtingsgeheugen      |           |           |            |           |           | ○          |           | ○          |
| ESP meting               |           |           |            |           |           |            |           |            |
| Programma stand          |           |           |            | ○         |           |            |           |            |
| TTL OTF                  |           | ○         | ○          | ○         |           | ○          | ○         | ○          |
| TTL OTF voor Flits       |           | ○         | ○          | ○         |           | ○          | ○         | ○          |
| Super FP Synchronisatie  |           |           |            |           |           |            | ○         | ○          |
| Verwisselbare achterwand | ○         | ○         | ○          | ○         | ○         | ○          | ○         | ○          |

Onderstaande tabel geeft een overzicht van de specificaties van de consumenten OM camera's uit de "value range"
| OM Model              | 10         | 20        | 30        | 40        | 707       | 101       | 2000      |
| --------------------- | ---------- | --------- | --------- | --------- | --------- | --------- | --------- |
| Afmetingen (mm)       | 135×84×50  | 135×84×50 | 135×84×50 | 136×86×53 | 146×89×52 | 151×90×63 | 138×87×51 |
| Gewicht (g)           | 430        | 430       | 430       | 460       | 595       | 569       | 430       |
| Sluitertijden Manueel | 1/1000~1   | 1/1000~1  | 1/1000~1  | 1/1000~1  | -         | 1/2000~2  | 1/2000~1  |
| Sluitertijden Auto    | 1/2000~120 | 1/1000~2  | 1/1000~2  | 1/1000~2  | 1/1000~2  | 1/2000~2  | -         |
| ISO (ASA) Range       | 25~1600    | 25~1600   | 25~1600   | 25~1600   | 25~3200   | 25~3200   | 25~3200   |
| Matglasbegrenzing     | 93%        | 93%       | 93%       | 93%       | 93%       | 93%       | 93%       |
| Afbeeldingsmaatstaf   | 0,92×      | 0,92×     | 0,92×     | 0,92×     | 0,8×      | 0,8×      | 0,84×     |
| X-synchronisatie      | 1/60       | 1/60      | 1/60      | 1/60      | 1/100     | 1/80      | 1/125     |

1. 1 2 3  Cosina OEM

## Einde OM-programma
Op 30 juni 1996 liep de actieve loopbaan van Maitani, inmiddels bestuurlijk directeur bij Olympus, ten einde. Naar een echte opvolger, die in zijn voetsporen kon treden als ontwerper, werd niet, en is ook nooit, gezocht. Tegenwoordig speelt de computer een steeds grotere rol bij het ontwerpen, alsmede de snel wijzigende beschikbaarheid van onderdelen en halffabricaten. Tegenwoordig is het meer zaak tijdig te weten welke baanbrekende technologieën binnen bereik liggen, waardoor een nieuw cameramodel min of meer gedicteerd wordt vanuit een technologische markt. Hierdoor komen de specificaties van producten steeds dichter bij elkaar te liggen en is er slechts ruimte voor een evolutionaire visie aangaande het uiterlijk en de marketingwijze van producten.
Achteraf bleek één man debet te zijn aan het vakmanschap en de eigenzinnigheid waarmee het OM concept zich altijd heeft onderscheiden: Yoshihisa Maitani. Wat Olympus voornamelijk toegeschreven mag worden is het vertrouwen in een man, wiens plannen en ideeën altijd controversieel waren en waarmee hij collega's voor veelal schier onmogelijke taken heeft gesteld, zowel in technisch als in commercieel opzicht.

## OM-D
Ten slotte viel op 17 januari 2002 definitief het doek voor het analoge OM-programma, om precies 10 jaar later in 2012 weer het daglicht te zien, in de vorm van een digitale Micro Four Thirds variant. Meer dan een eerbetoon is het echter niet omdat de OM-D, zoals de camera gedoopt is, verder geen compatibiliteit heeft met het originele analoge OM-programma.